# Hyazinth Graf Strachwitz von Gross-Zauche und Camminetz
Hyazinth Graf Strachwitz von Gross-Zauche und Camminetz, nemški general, * 30. julij 1893, † 25. april 1968.
Pred prvo svetovno vojno je bil uspešen športnik (konjenik, sabljač in lahki atlet), tako da je postal kandidat za nastop na poletnih olimpijskih igrah 1916, a je njegovo športno kariero preprečila prva svetovna vojna.
Večjo vojaško slavo pa je dosegel med drugo svetovno vojno kot poveljnik tankovskih enot. Po vojni je nekaj časa bil tudi vojaški svetovalec v Siriji. 